# Нджофанг, Жан Марк
Жан Марк Нджофанг (Jean Marc Ndjofang; род. 15 марта 1976, Эболова, Камерун) — камерунский шашист, проживающий с 2002 года в Нидерландах. Серебряный призёр чемпионата мира по международным шашкам 2013 года, бронзовый призёр чемпионата мира по международным шашкам 2011 года, двукратный Чемпион Африки по шашкам 2000 и 2010 годов, Чемпион Нидерландов по быстрым шашкам 2009 года. Международный гроссмейстер.

## Биография
Жан Марк старший из 11 детей в семье. Его отец был против того, чтобы сын играл в шашки, считая что игра мешает учёбе в школе. В 2001 году голландец Питер Ян Хилдеринг предложил Нджофангу стать профессионалом и выступать за Амстердамский клуб.

## Спортивная карьера
На чемпионате Африки представляет Камерун, дважды завоёвывал золото (2000, 2010), серебро (2009) и дважды бронзу (2006, 2014).
Принимал участие в чемпионатах мира с 2001 года (8 место)
- 2003 год (13 место)
- 2005 год (4 место в полуфинальной группе Б)
- 2007 год (9 место)
- 2011 год (3 место)
- 2013 год (2 место)
- 2015 года (9 место)
- 2017 года (13 место в полуфинале Б)
- 2025 года занял 5 место в подгруппе A, что обеспечило итоговое 17 место.

В 2015 году в Измире играл матч за титул чемпиона мира с Александром Георгиевым.
В мае 2017 года стал чемпионом мира в формате блиц.
В январе 2018 победил в международном турнире в Уагадугу.